# Інститут серця МОЗ України
Інститут серця МОЗ України, раніше Київський міський Центр серця — інститут у Києві, який надає високоспеціалізовану допомогу хворим на серцеву та судинну патологію, а також екстрену хірургічну допомогу хворим з вадами серця. Збудована у 2008 році як Київська міська клінічна лікарня «Центр серця», за кошти, зібранні киянами через благодійні внески, з умовою подальшого, безкоштовного лікування мешканців міста, у 2012 за керівництва Міністра охорони здоров'я професора Раїси Богатирьової передана з комунальної у державну власність як Інститут серця МОЗ України. У клініці проводяться діагностичні дослідження в галузі кардіологічної патології, а також діагностика супутньої екстракардіальної патології різних органів та систем. Директор центру — професор Борис Тодуров.

## Історія створення
Центр побудований за кошти, які були зібрані мешканцями міста, під час масової інформаційної компанії, та передані до місцевого бюджету м. Києва. Умова створення лікарні, з за якої було зібрано мешканцями міста кошти на будівництво, це безкоштовне лікування киян! Вартість будівництва — 644 мільйони гривень (близько 200 мільйонів доларів за курсом на момент закінчення будівництва)[неавторитетне джерело]. Центр почав функціювати у 2008 році. 25 грудня 2012 року рішенням 65 депутатів Київської міської ради центр передано під юрисдикцію МОЗ. На цей момент з 24 грудня 2012 Міністром охорони здоров'я України була доктор медичних наук професор Раїса Богатирьова. На виступі в будівлі Київської ради Борис Михайлович вказав на недостатнє фінансування центру з міського бюджету, зокрема за 2012 рік лише 4,8 мільйона гривень. Ще 39 мільйонів гривень виділялось МОЗ. У забезпеченні центру обладнанням також брав участь Микола Кузьма, на той час президент Української асоціації постачальників та виробників медичної техніки[неавторитетне джерело].

## Структура центру
Потужність центру — 150 ліжок, у тому числі 110 ліжок для дорослих і 40 — для дітей, які розподілені серед наступних відділень:
- 2 відділення амбулаторного прийому хворих — відділення амбулаторного прийому з кабінетами функціональної діагностики для дорослих та відділення амбулаторного прийому з кабінетами функціональної діагностики для дітей.
- 10 параклінічних відділень, у тому числі відділення рентгенівської та комп'ютерної томографії; відділення радіонуклідної діагностики; клініко-діагностичні лабораторії.
- 5 кардіохірургічних відділень, у тому числі і дитячих — відділення лікування коронарної недостатності на 35 ліжок, відділення лікування набутих вад серця на 35 ліжок, відділення лікування вроджених вад серця для дітей молодшого віку на 20 ліжок, відділення лікування порушення серцевого ритму на 30 ліжок, відділення лікування патології міокарду та трансплантації органів і тканин людини на 30 ліжок.
- операційне відділення (5 операційних);
- відділення інтенсивної терапії для дорослих;
- відділення ангіографії та рентгенендоваскулярної хірургії;
- відділення інтенсивної терапії для дітей;
- відділення інтенсивної терапії екстракорпоральних методів детоксикації з застосуванням апарату «штучна нирка»;
- відділення анестезіології.

## Скандал
1 січня 2017 року Борис Михайлович, також у минулому кандидат на посаду Міністра охорони здоров'я, звинуватив Уляну Супрун у тому, що МОЗ не закупило швидкопомічні витратні матеріали на суму в 364 мільйони гривень за програмою по серцево-судинних захворюваннях. Його підтримав Віктор Медведчук та Вадим Рабінович. Останній скликав мітинг під МОЗ на захист Тодурова.
У серпні 2016 року, коли нова команда прийшла працювати у Міністерство охорони здоров'я, перед нею стояло два виклики: завершити закупівлі за кошти бюджету 2015 року (станом на 25.07.2016 закупівлі за кошти 2015 були здійснені лише на 50 %) і паралельно розпочати закупівлі за бюджетом 2016 (станом на 01.08.2016 для їх початку майже не було здійснено відповідної підготовчої роботи).
МОЗ опублікувало розгорнуту позицію щодо звинувачень на офіційному вебсайті, у якій пояснило, що закупівлі за державні кошти 2016 року за напрямком «серцево-судинні захворювання» вперше здійснюватимуться через міжнародну організацію, а не міністерство, як це робили раніше.
Нова команда МОЗ протягом вересня — жовтня 2016 року змінила номенклатури та технічні завдання за напрямком ССЗ у сторону збільшення позицій, які дозволять українським лікарям провести більше типів оперативних втручань для ширшого кола пацієнтів та закупити більше стентів з економією (до прикладу, за бюджет 2015 — 7 179 стентів, за бюджет 2016 — 10 638 стентів). 12 грудня 2016 міністерство підписало остаточний договір з британською королівською агенцією Crown Agents, відповідальною за закупівлі за даним напрямком, на суму 357,2 млн грн. Уже 28 грудня 2016 року оголосили перший тендер. Станом на 06 січня 2017 Crown Agents оголосило всі тендери по цьому напрямку.
Також на сайті йдеться про забезпечення роботи Інституту серця. У період з грудня 2015 по листопад 2016 року для Інституту серця відповідно до заявок було розподілено та перерозподілено медикаментів та медичних виробів на загальну суму більше 44 млн грн. За бюджетом 2016 на ССЗ для Інституту були виділені кошти в обсязі 50 млн грн. при загальній сумі для всіх регіонів України — 357,2 млн грн.
У розслідуванні адвоката Євгенії Закревської йдеться про закупівлю самим Інститутом ліків за максимально дозволеними цінами, ціни на певні препарати були на 50 % вищими, ніж в аптеках. За один місяць перевитрати склали 148 тисяч гривень.